# Universal Life Church

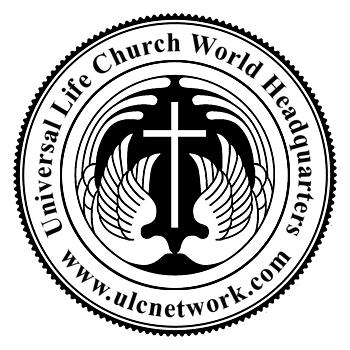
Das offizielle Siegel und Logo des Hauptsitzes der Kirche des Universellen Lebens

Die Universal Life Church (ULC), gelegentlich auch Universal Church of Life genannt, ist die größte „Internetkirche“ in den Vereinigten Staaten von Amerika.
Die Organisation hat ihren Hauptsitz in Kalifornien.

## Geschichte
Kirby J. Hensley (1911–1999) gründete die Organisation 1959 in Modesto (Kalifornien) zunächst unter dem Namen Life Church, ab 1962 Universal Life Church. Hensley hatte zuvor der Pfingstbewegung angehört und wollte eine egalitäre Religion schaffen; jeder sollte Mitglied und Pastor sein und somit trauen, taufen und beerdigen können. Er agierte zunächst aus seiner Garage heraus.
Der Beitritt zur ULC und die gleichzeitige „Ordination“ zum Pastor erfolgten damals per Post, später erfolgte dies im Internet, kostenlos und ohne Prüfung.
Das Gerücht, als ULC-Pastor werde man nicht in den Vietnamkrieg eingezogen, führte Ende der 1960er Jahre zu über 100.000 Beitritten monatlich. In den 1970er und frühen 1980er Jahren traten zahlreiche Menschen aus Spaß ein oder etwa, um Steuervergünstigungen für Geistliche in Anspruch zu nehmen.
1976 war ULC die am schnellsten wachsende Kirche mit fünf Millionen Mitgliedern und bot den Theologie-Doktortitel Doctorate of Divinity gegen eine „Spende“ von 20 Dollar an. Zwei Dollar monatlich kostete ein eigenes ULC-Pfarramt, die Zusendung einer Kirchenverfassung inbegriffen. Das US-Nachrichtenmagazin 60 Minutes beschrieb, wie damit ein ULC-Amtsträger erhebliche Steuern durch Spenden an seine eigene Kirche sparen konnte und außerdem Reise- und Verpflegungskosten in erheblichem Umfang von der Steuer absetzen konnte.
So waren 1977 in dem Ort Hardenburgh im Bundesstaat New York 88 Prozent aller Hausbesitzer der ULC beigetreten und als kirchliche Amtsträger von der kommunalen Grundstückssteuer befreit.
Besonders in den 1980er Jahren florierten so genannte „mail-order-Kirchen“ als Geschäftsmodell, allen voran die Universal Life Church. Die Organisation vertrieb über ein Postfach neben „Ordinierungsurkunden für Geistliche“ auch Gründungsdokumente für örtliche Kirchengemeinden und warb hierfür in Zeitungen mit Steuervorteilen von bis zu 70 Prozent. Von ULC ernannte Geistliche eröffneten ein Bankkonto im Namen ihrer neu ernannten Kirchengemeinde, zahlten einen Großteil ihrer Einkünfte auf dieses Konto ein und bezogen anschließend von dort Geld für ihren Lebensunterhalt.
Steuerbehörden sprachen ab 1984 der Universal Life Church die Gemeinnützigkeit als Kirche ab, lehnten Steuerbegünstigungen ab und erhoben den Vorwurf des Steuerbetrugs. Das Verfahren endete mit einer Vergleichszahlung von fast 2 Millionen Dollar durch ULC. Danach wurde es zunächst ruhiger um die Organisation.
Gegen Spenden zwischen 20 und 100 Dollar konnten Mitglieder weiterhin Doktorwürden erwerben, mit angeblichen Studienthemen wie zum Beispiel „Unsterblichkeit“, „Motivation“ oder „Bibelstudien“. Für drei Dollar stellte ULC Heiratsurkunden und Taufbescheinigungen aus oder bestätigte Lebensgemeinschaften („affirmation of love“).
Die Universal Life Church wurde erneut bekannter, nachdem in der Sitcom-Fernsehserie „Friends“ ein Laienpfarrer eine Hochzeit geschlossen hatte.

## Aktivitäten
Gegen Bezahlung stellt ULC seinen „ordinierten“ Mitgliedern eine Bescheinigung aus, die in den meisten amerikanischen Bundesstaaten dazu berechtigt, Ehen zu schließen. In anderen Staaten können Laienpastoren im Allgemeinen jedoch Geldbußen und Gefängnisstrafen auferlegt werden; die Heiratsurkunden sind hier – etwa im Fall einer Scheidung oder im Todesfall – ungültig. Trauungen durch ULC-„Pastoren“ sowie durch ULC verliehene akademische Titel sind in Deutschland nicht rechtswirksam.
Angaben zufolge hat die ULC 18 Millionen Mitglieder (Stand 2009) weltweit und wirbt mit der „Ordination“ binnen Minuten sowie mit den Namen bekannter Persönlichkeiten unter den Mitgliedern. Anfang 2016 kostete das „Pfarramt-Basispaket“ inklusive Zertifikat mit Goldsiegel, Ehe- und Taufbescheinigungen im ULC-Internetversandhandel knapp 40 Dollar.
Neben der heutigen Organisation der ULC in Modesto (Kalifornien) gibt es verschiedene weitere Gruppen mit eigenen Webseiten unter dem Namen Universal Life Church.

## Kritik
Die Universal Life Church wurde als Sekte und Titelmühle bezeichnet. Glücklich sei vor allem der Gründer, Analphabet und selbsternannte Bischof, Kirby J. Hensley geworden: „Er wurde Millionär“, so Der Spiegel 1972.
Die New York Times kritisierte auch 2015: „Die Kirche pumpt Ordinationen in Fließbandgeschwindigkeit aus und macht sich beinahe lustig über ein Verfahren, das normalerweise Jahre des Studiums verlangt“. (The church pumps out ordinations at an assembly-line pace, almost mocking a process that usually requires years of seminary study.)

## Trivia
1981 weihte Reverend Ron Jaenisch von Universal Life Church einen Computer, damit das Gerät eine Trauung vollziehen könne.
2006 startete ULC die Initiative „Marry Your Pet“ (Heirate dein Haustier).

## Weblink
- Offizielle Homepage